# Espondilitis
La espondilitis es la inflamación de una vértebra, una de los trastornos y enfermedades agrupadas en las espondiloartropatías. Al inflamarse la vértebra, la columna vertebral tiende a volverse rígida, dolorosa con el movimiento, sensible a la presión, las espinas de las vértebras afectadas suelen sobresalir y ocasionalmente se ve acompañada de dolor abdominal, formación de abscesos y diversos niveles de parálisis. Una de las causas más frecuentes de espondilitis son las inflamaciones autoinmunes, como es el caso de la espondilitis anquilosante. Ciertos procesos infecciosos pueden causar una espondilitis, clásicamente la tuberculosis extrapulmonar, en el caso de la enfermedad de Pott.